# George Brecht
George Brecht (Blomkest, 27 agosto 1926 – Colonia, 5 dicembre 2008) è stato un artista, scrittore e compositore statunitense.
Artista minimalista, è anche ricercatore chimico ed è considerato tra le personalità determinanti del gruppo originario di Fluxus.

## Biografia
Originario del Minnesota, dopo aver compiuto studi a carattere scientifico si laurea in chimica nel 1950 e lavora come ricercatore in alcune importanti laboratori di industrie farmaceutiche di New York e del New Jersey, sviluppando tra il 1950 e il 1965 alcuni importanti brevetti chimici che hanno un buon successo commerciale.
Nel frattempo si dedica da autodidatta alla pittura sotto l'influenza dell'Abstract Expressionism e dall'azionismo di Pollock.
Venuto a conoscenza dell'opera e del pensiero di John Cage, frequenta i corsi da lui tenuti alla "New School for Social Researches" entrando così in contatto con gli altri fondatori di Fluxus e nel contesto delle ricerche sull'esperienza artistica crea la forma di Event che sarà caratteristica predominante di Fluxus.
Gli "Events" vengono definiti da George Brecht "pezzi di teatro brevi ed elementari caratterizzati dalle stesse qualità alogiche dei dettagli degli happening (...). Gli 'events' non sono compartimenti, ma formalmente, se non espressivamente, equivalgono a singoli compartimenti di happening"
Nel 1962-1963 vennero tenuti in Europa dei "Festival Fluxorum" organizzati da George Maciunas e numerosi pezzi di Brecht vennero eseguiti anche se l'autore non vi partecipò personalmente.
Nel maggio del 1963 Brecht, in collaborazione con Robert Watts organizza una grande manifestazione negli Stati Uniti, lo "Yam Festival" e nello stesso tempo pubblica la rivista "V TRE", il cui titolo deriva da un'insegna luminosa con alcune lettere fulminate che Brecht aveva per caso osservato.
Quando nel '63 Manciunas fa ritorno dall'Europa , i due iniziano a collaborare strettamente.
Per le edizioni Fluxus, sempre in quell'anno, Brecht pubblica "Water Yam" che consiste di una scatola che contiene una serie di piccoli spartiti di Events.
Nel 1964 la rivista "V TRE" diventa l'organo ufficiale di Fluxus che cambia ad ogni numero il titolo pur lasciando come base le lettere originarie che derivano dal metodo ideato da Maciunas per la catalogazione delle edizioni Fluxus che si basava sull'attribuire una lettera dell'alfabeto ad ogni autore
Nel 1965 Brecht lascia però gli Stati Uniti e si trasferisce in Europa a Villefrance-sur-Mer, in Costa Azzurra, dove apre un piccolo negozio dalle caratteristiche particolari insieme al poeta francese Robert Filliou.
Il negozio, che vuole essere un piccolo centro-culturale, si chiama "La Cédille que Sourit" nel quale si vendono opere d'arte, giocattoli, bigiotteria, libri e "qualunque cosa che abbia o non abbia una cediglia nel suo nome francese"
Nel 1968, per mancanza di fondi, la "Cédille" è costretta a chiudere e Brecht si recherà dapprima in Inghilterra e, nel 1972, a Colonia dove risiederà fino alla sua morte, avvenuta il 5 dicembre 2008.

## La teoria e la pratica
L'interesse dimostrato da Brecht fin dall'inizio si concentra sulle problematiche emerse dall'Action Painting per quanto riguarda la componente automatica e casuale. Questo particolare interesse si deve alla sua formazione scientifica essendo l'uso della legge sulla probabilità e sulla casualità comune alla sperimentazione chimica.

### L'aleatorietà
Nel saggio "Chance Imagery" che Brecht scrisse nel 1957 vengono recensiti i vari metodi aleatori e tutte le possibilità di applicazione alla creatività artistica.

#### Il concetto di chance
Secondo Brecht si possono distinguere due tipi di chance, una automatica e una di tipo meccanicistico nel duplice significato del termine inglese che si riferisce sia al caso fortuito che alla probabilità.

#### L'automatismo
L'inclusione dell'automatismo all'interno delle procedure aleatorie è in un certo senso arbitraria, perché l'automatismo non esclude necessariamente una motivazione soggettiva anche se a livello inconscio come accade, ad esempio, nell'automatismo surrealista.
L'automatismo surrealista si fonda infatti sull'importanza dell'inconscio come espressione individuale creando così una particolare visione dell'aleatorietà, intesa come materiale di partenza per tutte le interpretazioni dell'autore o come stimolo alle sue reazioni inconsce.

L'artista è quindi, in ogni caso, il protagonista assoluto dell'esperienza artistica e ciò ha avuto una fondamentale importanza nella sperimentazione delle avanguardie storiche

#### Le tecniche aleatorie
Brecht parla quindi di "automatismo alogico" facendo riferimento alle improvvisazioni astratte di Kandinskij e alla tecnica del collage di Picasso e fa partire da questo momento la tradizione di aleatorietà che dal secondo Surrealismo, all'Informale e all'Espressionismo astratto arriva fino a Cage e a Brecht stesso.
Brecht, nel suo saggio, fa riferimento al movimento Dada e alla poetica del surrealismo che si basa sul capovolgimento dei concetti tradizionali di logica, di cultura e di arte e quindi sull'importanza fondamentale che essa dà all'inconscio.
Vengono citate da Brecht le metodologie usate dagli artisti appartenenti a questi movimenti che hanno contribuito al rilancio delle tecniche aleatorie nell'ambiente delle seconde avanguardie. Brecht cita come esempi di pura aleatorietà i collage di Jean Arp e le poesie che Tristan Tzara componeva estraendo da un cappello il materiale.
Un altro esempio preso in esame nel saggio, di quelli chiamati dall'autore "irrivelant process" è il frottage di Max Ernst che ordina gli elementi interni della composizione in modo rigido ma non significativo ai fini dell'opera, procedimento utilizzato da Cage collocando le note a seconda delle piccole imperfezioni della musica e dallo stesso Brecht che compone 7-57 su uno schema grafico che ottiene dopo aver fatto rotolare delle biglie passate nell'inchiostro sopra una superficie irregolare.
Gli stessi monotopi di Ernest, che si servono di una tecnica simile alle macchie di Rorschach, vengono utilizzati da Brecht nelle sue prime esperienze aleatorie che consistono in dipinti informali che egli realizza ripiegando la tela su se stessa dopo avere versato il colore liquido.
Brecht cita poi Marcel Duchamp, senza dubbio la figura più importante nel campo della sperimentazione delle tecniche aleatorie, e riporta come esempio tre sue opere: l'"Erratum Musicale" del 1913 dove l'autore tira a sorte le note, "3 stoppage étalon" dello stesso anno dove l'artista utilizza come strumento espressivo la forza di gravità e il "Grande Vetro" che è configurata da tre quadrati di garza esposti a una corrente d'aria e il lancio, con un piccolo cannone giocattolo, di fiammiferi intinti nella vernice verso un punto preciso.
Una sezione del saggio è infine dedicata all'arte di Jackson Pollock e alla procedura del dripping che si può ricondurre, da un punto di vista tecnico all'ambito dell'aleatorietà.
Brecht interpreta il processo di interazione tra il metodo e la materia propria di Pollock, il suo "essere nel quadro" come "allegoria del processo di lettura dell'opera da parte del fruitore"
Il concetto espresso da Brecht di "change-imagery" comprende tutti i tipi di formazione di immagini, sia fisiche che mentali, che avvengono casualmente in natura con un riferimento alle dottrine Zen e al concetto di Natura che con la sua aleatorietà e irrazionalità trascende la logica umana.

### Minimalismo e quotidianità
Brecht raggiunge una forma di completo minimalismo come si può osservare in "Three telephone Events" del 1961 dove la partitura è costituita da tre semplici indicazioni:

1. When the telephone rings, it is allowed to continue ringing, until it stops.
2. When the telephone rings, the receiver is lifted, then replaced.
3. When the telephone rings, il is answered.[7]

Oltre alla ideazione della forma Event, il contributo di Brecht a Fluxus si deve al processo di semplificazione che egli utilizza, tanto da essere annoverato tra gli esponenti del minimalismo.
In altre opere, come Comb Music (Comb Event) e Drip Music (Drip Event), entrambe del 1959, Brecht riesce a compiere ulteriori semplificazioni su eventi già ridotti al minimo.

Nella prima versione l'artista descrive in modo dettagliato ma succinto due azioni di estrema quotidianità da eseguire, come la rottura dei denti di un pettine e l'azione di far sgocciolare dell'acqua in un catino vuoto.
Le varianti che risalgono al 1962  di "Comb Music" suonano così:
- Second version: sounding comb-prong.
- Third version: Comb-prong.
- Fourth version: Comb.
- Fourth version: Comb.
- Fourth version: Prong.

In questo modo Brecht isola, con un'analisi microscopica tipica del chimico, alcune situazioni semplicissime con un'operazione di straniamento.